# Bocktörne
Bocktörne eller kinesiskt odlade goji (Lycium barbarum) är en art i familjen potatisväxter och förekommer naturligt i centrala Kina. Arten finns naturaliserad i Sverige och odlas ibland som trädgårdsväxt.

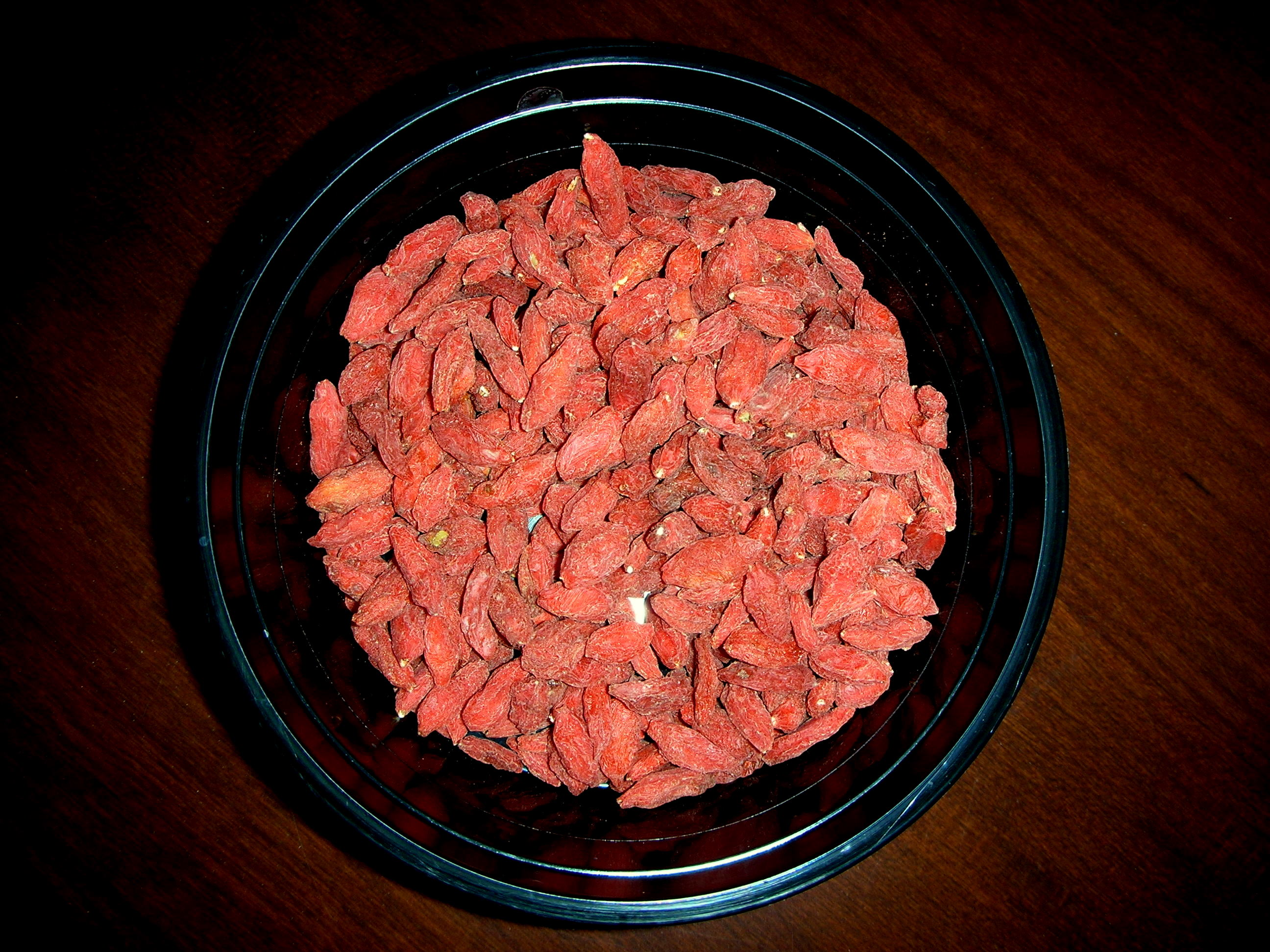
Torkade gojibär, det vill säga frukterna hos bocktörne.

## Beskrivning

### Växten
Bocktörne är en lövfällande buske och tomat-släkting som vanligen blir mellan 80 och 200 cm hög. Den skjuter rikligt med rotskott. Grenarna är långa och tunna, vanligen bågböjda, med ljus slät bark och många tornar. Bladen är grågröna, lansettlika, bredast vid mitten, med helbräddad bladkant. Blommorna är skaftade och kommer ensamma eller några få tillsammans i bladvecken. Kronan är trattlik med femflikiga, stjärnformigt utbredda flikar. Fodret är tvåflikigt. Arten blommar i juni-juli i Sverige. Bocktörne är mycket lik arten bredbladigt bocktörne (L. chinense), men den senare har bredare, äggrunda eller avlånga blad som är rent gröna. Fodret har 3-5 flikar. Grenarna har endast få eller inga tornar.

### Frukterna – kinesiska gojibär
Huvudartikel: Gojibär
Gojibär (engelska: wolfberry, goji berry eller goji) är det kommersiella namnet på växtens frukter. Bären har formen av en ellipsoid och är 1-2 cm i diameter. Dess färg är röd eller orange.
När bocktörne odlats som trädgårdsväxt finns det en källa som säger att den har giftiga bär, Wigander 1976. Det är okänt om det kan ha funnits en giftig sort eller om den uppgiften bara baseras på att bocktörne är en potatisväxt, Solanaceae, där det finns många arter med giftiga bär.

## Varieteter och namn
De torkade bären säljs som vägbär.

### Varieteter
Arten kan indelas i två varieteter:
- var. barbarum, som har breda, tunna blad. Frukterna är röda med mer än 15 frön i varje.
- var. auranticarpum, har smala, köttiga blad. Frukterna är orangegula och har 4–8 frön.

### Synonymer ochauktorer
var. barbarum
Lycium halimifolium Mill.
Lycium lanceolatum Veillard
Lycium turbinatum Veillard
Lycium vulgare Dunal
var. auranticarpum K. F. Ching, 1978